# Dipetalonema streptocerca
 (août 2024).
Espèce
Dipetalonema streptocerca est une espèce de filaires humaines non pathogènes. Elle joue pourtant un rôle important, la découverte de microfilaires aiguille faussement le diagnostic dans les zones où elles sévissent en même temps que des filaires pathogènes.
Dipetalomena streptocerca se rencontre en Afrique, sur le pourtour du golfe de Guinée. Les adultes sont inconnus chez l'homme. Les microfilaires mesurent 200 µm, peuvent être récoltés par scarifications dans la lymphe dermique, sauf aux avant-bras et aux jambes. Elles sont transmises par des Culicoïdes. Leur morphologie particulière permet de ne pas les confondre avec celles d’Onchocerca volvulus dans les régions où elles coexistent.